# Ферганіт
Фергані́т (англ. ferganite; нім. Ferganit m, Ferghanit m) — мінерал, водний ванадат урану шаруватої будови.
Названий за містом Фергана, Узбекистан (Я. Антипов, 1908).

## Опис
Хімічна формула:
1. За Є. Лазаренком: (UO2)3[V2O8]•6H2O.
2. За Ґ. Штрюбелем та З.Ціммером: LiH[(UO2)4|(OH)4|V2O8].

Містить у % (Середня Азія): UO3 — 72,44; V2O5 — 17,31; H2O — 10,25.
Сингонія ромбічна. Утворює лусочки та аґреґати світло-жовтого кольору. Спайність досконала по (001). Густина 3,31. Твердість 2,0—3,0. Блиск восковий. Сильно радіоактивний. Невисоке двозаломлення. Вторинний мінерал родовищ урану. Супутні мінерали: карнотит, тюямуніт. Зустрічається в зоні окиснення, карстових пустотах, вапняках.